# Periclimenes zanzibaricus
Periclimenes zanzibaricus är en kräftdjursart som beskrevs av Bruce 1967. Periclimenes zanzibaricus ingår i släktet Periclimenes och familjen Palaemonidae. Inga underarter finns listade i Catalogue of Life.